# Pontificio Instituto de Música Sacra
El Pontificio Instituto de Música Sacra (P.I.M.S.) es una institución de educación superior de la Iglesia católica especialmente dedicada al estudio de la música sacra. Se ubica en Roma, Italia, frente al Pontificio Colegio Español de San José. Su director desde 2012 al 2020 fue Monseñor Vincenzo De Gregorio.
Desde 1995 hasta el 2012 su director fue Valentino Miserachs Grau.

## Historia
El Instituto fue fundado por el papa Pío X en 1910, como un órgano dedicado a la enseñanza e interpretación de música sacra, con el nombre de Escuela Superior de Música Sacra. El 23 de septiembre de 1914, el papa Benedicto XV se refirió al mismo como parte del legado dejado por su predecesor, afirmando que lo apoyaría y promovería en la mejor forma posible. La carta de Pío XI Motu Proprio, Ad musicae sacrae (22 de noviembre de 1922) confirmó su conexión con la Santa Sede.
En 1931 recibió el nombre que conserva actualmente, siendo incluido entre las instituciones académicas eclesiásticas. Durante varios años, el administrador del P.I.M.S. fue el sacerdote español Alfonso Luna Sánchez, fallecido en Roma el 3 de abril de 2020 en la residencia de los Hermanos de La Salle.

## Oferta curricular
El Instituto ofrece una diplomatura (tres años), una licenciatura (2 años) y un doctorado en música sacra. Incluyen asignaturas de canto gregoriano, composición, dirección coral, teoría musical, órgano y piano. 
Se dan clases en italiano sobre armonía, contrapunto, fuga, composición, acústica, análisis e historia musical, teoría musical, bibliografía, métodos de investigación, música étnica, edición de música, anotación, canto gregoriano, música litúrgica, piano, órgano, lectura de partituras, improvisación al teclado, dirección coral y latín.

## Estudiantes notorios
- Marisa Noemí Gianni
- France Ačko
- Lorenzo Baldisseri
- Alfonso Vega Núñez
- Fabrizio Barchi
- Lourdino Barreto
- Miguel Bernal Jiménez
- Carmelo Erdozáin
- Theodore Marier
- Armando Pierucci
- Robert Skeris
- Francisco José Carbonell Matarredona [3]